# Ruisseau du Point du Jour
Pour les articles homonymes, voir Point du jour.
Le ruisseau du Point du Jour est un affluent de la rivière L'Assomption, coulant sur la rive nord du fleuve Saint-Laurent, dans la région administrative de Lanaudière, au Québec, au Canada. Son cours traverse les municipalités régionales de comté D'Autray et L'Assomption, de Lanoraie à L'Assomption.
Le cours de cette rivière coule généralement vers le sud-ouest en zones forestière ou agricole, de façon parallèle à la rive nord du fleuve Saint-Laurent.

## Géographie
Le ruisseau du Point du Jour prend sa source dans une tourbière ombrothrophe, à l'intérieur de la réserve écologique des Tourbières-de-Lanoraie,. Avec les rivières Saint-Jean et Saint-Joseph, il est l'un des principaux exutoires du complexe tourbeux,, duquel il draine 45 % de la superficie. Le ruisseau s'écoule du nord-est vers le sud-ouest, se déversant dans la rivière L'Assomption.
Au pont de la traverse Hervieux à Lavaltrie, son débit médian est d'environ 0,5 m3/s.
Deux barrages construits en 1975 entravent le cours naturel de l'eau. Ces barrages, destinés à des fins d'irrigation, sont la propriété de la Municipalité régionale de comté D'Autray,.
Le cours inférieur traverse une zone aux sols argileux, où les rives sont exposées à des risques de mouvement de sol de cause anthropique ou naturelle,. 
Les activités agricoles, notamment l'entreposage des engrais et les pratiques associées à la culture du maïs, exercent par ailleurs une pression sur le milieu hydrique, dégradant la qualité de l'eau. L'indice de qualité bactériologique et physicochimique mesuré au pont de la traverse Hervieux est mauvais, en raison de la turbidité élevée et de la forte concentration d'engrais phosphorés et azotés.

## Toponymie
Le toponyme « ruisseau du Point du Jour » est officialisé le 5 décembre 1968 par le ministère des Terres et Forêts.